# Taphozous nudiventris
Taphozous nudiventris е вид прилеп от семейство Emballonuridae. Видът не е застрашен от изчезване.

## Разпространение и местообитание
Разпространен е в Алжир, Афганистан, Буркина Фасо, Гана, Демократична република Конго, Джибути, Египет, Еритрея, Йемен, Израел, Индия, Йордания, Ирак, Иран, Кения, Мавритания, Мароко, Мианмар, Нигер, Нигерия, Обединени арабски емирства, Пакистан, Палестина, Саудитска Арабия, Сенегал, Сирия, Сомалия, Танзания, Того, Турция, Чад и Южен Судан.
Обитава скалисти райони, гористи местности, пустинни области, места със суха почва, национални паркове, хълмове, склонове, пещери, ливади, храсталаци, дюни и савани в райони с тропически и субтропичен климат, при средна месечна температура около 24,9 градуса.

## Описание
На дължина достигат до 8,6 cm, а теглото им е около 32,5 g.
Стават полово зрели на 14,4 месеца. Популацията на вида е стабилна.